# خمیده‌پاچه‌ها
خمیده‌پاچه‌ها (نام علمی: Cyrtopodion) نام یک سرده از تیره گکویان است.